# Eumecynostomum boreale
Eumecynostomum boreale är en plattmaskart som först beskrevs av Faubel 1977.  Eumecynostomum boreale ingår i släktet Eumecynostomum och familjen Mecynostomidae. Inga underarter finns listade i Catalogue of Life.